# 小行星5223
小行星5223（英語：5223 McSween）是一颗围绕太阳公转的小行星。1981年3月6日，舒爾特·巴斯在赛丁泉山发现了此天体。
这颗小行星的绝对星等为19.00785等。